# Optimismus
Optimismus (von lateinisch optimum ‚das Beste‘) ist eine Lebensauffassung, in der die Welt oder eine Sache von der besten Seite betrachtet wird. Er bezeichnet allgemein eine heitere, zuversichtliche und lebensbejahende Grundhaltung sowie eine zuversichtliche, durch positive Erwartung bestimmte Haltung angesichts einer Sache hinsichtlich der Zukunft, ohne dass wirkliche Gewissheit darüber besteht. Optimistisch verhält sich der Mensch hoffnungsvoll zur Zeitlichkeit seiner Existenz.
Ferner bezeichnet Optimismus eine philosophische Auffassung, wonach die Welt die beste aller möglichen Welten ist, in der Welt alles gut und vernünftig sei oder sich zum Besseren entwickeln werde. Die gegenteilige Auffassung ist der Pessimismus.

## Philosophie

### Gottfried Wilhelm Leibniz
Eine metaphysische Begründung des Optimismus unternahm Gottfried Wilhelm Leibniz in seiner „Theodizee“. Er postulierte, dass Gott in seiner Allmacht und Güte nur „die beste aller möglichen Welten“ geschaffen habe, auch wenn man sie nicht gut nennen kann. Das Wort „Optimismus“ wurde erst später in Bezug auf Leibniz geprägt. Dieser Form des Optimismus konnte unter anderen Voltaire nicht zustimmen, der unter dem Eindruck des Erdbebens von Lissabon (1. November 1755) gegen Leibniz polemisierte, und zwar in der Form des Romans Candide oder der Optimismus. Der Begriff Optimismus stammt nicht von Leibniz selbst, sondern wurde von jesuitischen Theologen verwendet, um über den „sich zum Theologen aufspielenden Mathematiker“ zu spotten. Diese abwertende Färbung ist jedoch mit der Zeit verloren gegangen.

### Der Deutsche Idealismus
Der Deutsche Idealismus nahm um 1800 den metaphysisch-optimistischen Gedanken wieder auf. 

### Albert Schweitzer
Grundlegend mit der Forderung nach Schaffung einer optimistisch-ethischen Weltanschauung auseinandergesetzt hat sich Albert Schweitzer, u. a. in seinem Werk Verfall und Wiederaufbau der Kultur. Albert Schweitzer begründet auf dem Fundament des Rationalismus die Notwendigkeit einer optimistisch-ethischen Kulturweltanschauung. Der Optimismus liefert nach Schweitzer „die Zuversicht, dass der Weltverlauf irgendwie ein geistig-sinnvolles Ziel hat und dass die Besserung der Verhältnisse der Welt und der Gesellschaft die geistig-sittliche Vollendung des einzelnen fördert. Aus dem Ethischen kommt das Vermögen, die zu dem Wirken auf die Welt und die Gesellschaft notwendigen zweckmäßigen Gesinnungen aufzubringen und alle Errungenschaften auf die geistige und sittliche Vollendung des Einzelnen, welche das letzte Ziel der Kultur ist, zusammenwirken zu lassen.“

### Ernst Bloch
Mitte des 20. Jahrhunderts legte Ernst Bloch – „trotz aller Enttäuschungen“ – eine marxistische Theorie des Optimismus vor: Das Prinzip Hoffnung. Bloch warnte vor ungeprüftem Optimismus und sprach stattdessen von einem „Optimismus mit Trauerflor“.

## Psychologie

### Konzept
Optimismus als individueller psychologischer Unterschied wurde in den letzten Jahrzehnten von Forschern vor allem auf zwei Arten umrissen und operationalisiert: als stabiler „optimistischer Erklärungsstil“ und als stabiler „dispositioneller Optimismus“.
Die Vorstellung als optimistischer Erklärungsstil (optimistic explanatory style) wurde inspiriert vom Phänomen der erlernten Hilflosigkeit. Sie geht vor allem zurück auf Martin Seligman. Personen, die dabei nach dem Erleben von Stressfaktoren nicht hilflos werden, neigen demnach zu einem optimistischen Erklärungsstil. Sie glauben, dass bisherige schlechte Ereignisse nicht bleibend sind und nur auf die jeweilige Situation zutreffen. Als Erklärungsstil bezieht Optimismus sich damit auf die Vergangenheit.
Dispositioneller Optimismus, verstanden als Neigung oder Gesinnung (dispositional optimism), spiegelt das Merkmal wider, inwieweit Menschen allgemein günstige Erwartungen für ihre Zukunft haben. Diese Perspektive wurde auch als „Erwartungsoptimismus“ bezeichnet, da sie Optimismus als Überzeugungen des Einzelnen über die Zukunft und nicht über die Vergangenheit einordnet. Außerdem soll damit betont werden, dass auch Erklärungsstile stabile Dispositionen/Neigungen darstellen.
Die Forschungsergebnisse, die die Beziehung zwischen dispositionellem Optimismus und optimistischem Erklärungsstil untersuchten, waren uneinheitlich, wobei die Korrelationen zwischen niedrig und hoch variierten.
Optimismus kann aber als dritte Möglichkeit auch aufgefasst werden als bereichs- und aufgabenspezifisch Erwartungen einer Person im Rahmen der Selbstregulation. Bei dieser Vorstellung von Optimismus werden bestimmte Erwartungen von äußeren und inneren Faktoren der Person beeinflusst. Die Erwartungen sind dabei nicht stabil, sondern flexibel und von Situation zu Situation unterschiedlich.
Die Mehrheit der Menschen ist nicht nur optimistisch, sondern unrealistisch optimistisch: Sie erwarten, mehr positive und weniger negative Erlebnisse zu haben als der Durchschnitt.

### Messung
Die Neigung zum Optimismus wird gemessen mit dem Life Orientation Test (LOT) oder der Kurzversion, dem Life Orientation Test revised (LOT-R).

### Ursachen
Eine Studie untersuchte angeborene und erlernte Anteile von Optimismus anhand von adoptierten und nicht adoptierten Zwillingen. Diese deutet darauf hin, dass Optimismus eine moderate Erblichkeit von 24 % hat. Faktoren, die mit der Familie in Verbindung stehen, wie das Zuhause, in dem sie lebt, die gemeinsame Nachbarschaft und elterliches Verhalten, das alle Kinder betrifft (sogenannte geteilte Umwelt), machten etwa 13 % aus. Die restlichen Anteile entfielen auf individuelle (nicht geteilte) Umweltfaktoren spezifisch für die jeweilige Person und Messfehler.

### Folgen
Als Prädiktor für das Verhalten ist Optimismus von Bedeutung für das Verständnis von Motivation und Selbstregulation. So führen optimistische Erwartungen bei einer Herausforderung oder Aufgabe zu Engagement und zu kontinuierlichem Bemühen, Ziele zu erreichen, anstatt aufzugeben. Optimisten sind in der Regel gesünder als Pessimisten, außer wenn sie so optimistisch sind, dass sie unvorsichtig werden.
Optimismus geht einher mit Strategien Stress zu bewältigen sowie entstehende Emotionen zu reduzieren oder zu managen. Dagegen hängt er negativ zusammen mit Vermeidungsstrategien, mit denen Stressfaktoren oder Emotionen ignoriert oder vermieden werden.

### Als Erklärungsstil
Martin Seligman untersuchte die Frage, was Optimisten von Pessimisten unterscheidet. Er fand, dass sie andere Ursachenzuschreibungen vornehmen, dass nämlich Optimisten die Ursache für angenehme Ereignisse, Erfolge usw. stabil in sich selbst sehen, aversive Ereignisse hingegen vorübergehenden situationsbedingten Ursachen zuschreiben. Bei Pessimisten ist es umgekehrt.
- Dauerhaftigkeit. Pessimisten halten die Ursachen für unangenehme Ereignisse, in die sie geraten, für dauerhaft und bleibend. Optimisten dagegen halten die Ursachen für zeitweilig und vorübergehend.
- Geltungsbereich. Pessimisten übertragen Fehlschläge, die sie in einem bestimmten Bereich hinnehmen müssen, ins Allgemeine, während Optimisten durch einen Fehlschlag in einem bestimmten Bereich andere Bereiche ihres Lebens unbeeinflusst sehen.
- Personalisierung. Pessimisten geben sich selbst die Schuld für Fehlschläge, unangenehme Ereignisse usw. und haben daher eher ein schwaches Selbstwertgefühl. Optimisten suchen die Gründe für Fehlschläge dagegen eher bei anderen Menschen oder den Umständen und haben ein starkes Selbstwertgefühl.

Nach Seligman ist eine optimistische Lebenseinstellung erlernbar.

## Hirnforschung
Magnetresonanztomographische Untersuchungen zeigten, dass bei Optimisten zusätzlich zu drei Gehirnregionen, die autobiografisches Wissen speichern, die Amygdala und der Gyrus cinguli überdurchschnittlich aktiv sind. Bei Depressionen wird eine Störung der neuronalen Pfade zwischen den beiden im fMRT gefundenen Gebieten vermutet.